# دوندالك
دوندالك هي مدينة من مدن جمهورية أيرلندا تقع في محافظة لينستر. يبلغ عدد سكانها 37،816 نسمة وذلك حسب إحصائيات سنة 2011. وهي على نهر كاستلتاون الذي يتدفق إلى خليج دوندالك، كما أنها قريبة من الحدود مع أيرلندا الشمالية، على مسافة واحدة من دبلن و‌بلفاست.

## المناخ
يظهر الجدول التالي التغييرات المناخية على مدار السنة لدوندالك:
| البيانات المناخية لـدوندالك       | البيانات المناخية لـدوندالك | البيانات المناخية لـدوندالك | البيانات المناخية لـدوندالك | البيانات المناخية لـدوندالك | البيانات المناخية لـدوندالك | البيانات المناخية لـدوندالك | البيانات المناخية لـدوندالك | البيانات المناخية لـدوندالك | البيانات المناخية لـدوندالك | البيانات المناخية لـدوندالك | البيانات المناخية لـدوندالك | البيانات المناخية لـدوندالك | البيانات المناخية لـدوندالك |
| الشهر                             | يناير                       | فبراير                      | مارس                        | أبريل                       | مايو                        | يونيو                       | يوليو                       | أغسطس                       | سبتمبر                      | أكتوبر                      | نوفمبر                      | ديسمبر                      | المعدل السنوي               |
| --------------------------------- | --------------------------- | --------------------------- | --------------------------- | --------------------------- | --------------------------- | --------------------------- | --------------------------- | --------------------------- | --------------------------- | --------------------------- | --------------------------- | --------------------------- | --------------------------- |
| متوسط درجة الحرارة الكبرى °م (°ف) | 7.2 (45.0)                  | 7.5 (45.5)                  | 9.5 (49.1)                  | 11.8 (53.2)                 | 14.8 (58.6)                 | 17.6 (63.7)                 | 19 (66)                     | 18.7 (65.7)                 | 16.6 (61.9)                 | 13.6 (56.5)                 | 9.6 (49.3)                  | 8 (46)                      | 12.8 (55.0)                 |
| متوسط درجة الحرارة الصغرى °م (°ف) | 1.7 (35.1)                  | 1.8 (35.2)                  | 2.7 (36.9)                  | 3.9 (39.0)                  | 6.5 (43.7)                  | 9.3 (48.7)                  | 11.1 (52.0)                 | 10.8 (51.4)                 | 9.3 (48.7)                  | 7.2 (45.0)                  | 3.7 (38.7)                  | 2.7 (36.9)                  | 5.9 (42.6)                  |
| الهطول مم (إنش)                   | 85 (3.3)                    | 62 (2.4)                    | 66 (2.6)                    | 56 (2.2)                    | 62 (2.4)                    | 63 (2.5)                    | 66 (2.6)                    | 84 (3.3)                    | 84 (3.3)                    | 87 (3.4)                    | 81 (3.2)                    | 93 (3.7)                    | 889 (34.9)                  |
| المصدر: Dundalk climate           |                             |                             |                             |                             |                             |                             |                             |                             |                             |                             |                             |                             |                             |

## أعلام
- جون مور
- فرانسيس ليوبولد مكلينتوك
- بيتر رايس
- جيم كور
- داون مارتن